# رودي وليامز
رودي وليامز (بالإنجليزية: Rudy Williams)‏ هو عازف ساكسفون أمريكي، ولد في 1909 في نيوآرك في الولايات المتحدة، وتوفي في 1 سبتمبر 1954.

## وصلات خارجية
- رودي وليامز على موقع ميوزك برينز (الإنجليزية)
- رودي وليامز على موقع أول ميوزيك (الإنجليزية)